# Heaven (muziektijdschrift)
Heaven is een Nederlandstalig, tweemaandelijks muziektijdschrift, met als ondertitel liefde voor tijdloze muziek. Het blad richt zich voornamelijk op de genres pop, americana, folk en rock, maar besteedt ook aandacht aan jazz, blues, soul en wereldmuziek.

## Geschiedenis
Heaven is voortgekomen uit het blad The Glory Monthly, dat werd uitgegeven door platenzaak Glory Days in Utrecht. Het blad werd in de jaren tachtig samengesteld door Eric van Domburg Scipio, en had een oplage van een paar honderd exemplaren.
In 1997 ontstond bij Rob Risseeuw, Eric van Domburg Scipio en Louis Nouws het idee om het blad te professionaliseren. In april 1999 kwam de eerste Heaven uit, onder de noemer ‘popmagazine voor volwassenen’. Geert Henderickx en Paul Stramrood werden aangetrokken als onbetaalde medewerkers, Risseeuw financierde het blad. Het streven was een oplage van 10.000 te halen, maar dat aantal werd bij lange niet gehaald: de oplage bleef steken op 2000.
In 2013 verkocht Risseeuw het blad voor een euro aan Eric van Domburg Scipio. Heaven werd eigendom van de medewerkers. Er werd een samenwerking aangegaan met Virtùmedia uit Zeist.
De ondertitel liefde voor tijdloze muziek is geïnspireerd op de beschouwing van Paul Onkenhout over ‘de omvangrijke niche van muziekbladen’.

## Samenwerkingsverbanden
Heaven presenteert samen met het Patronaat in Haarlem het muziekfestival Roots of Heaven.
In 2022 is een samenwerking gestart met de Muziekgieterij, een poppodium in Maastricht. Onder de titel Heaven Sessions vinden optredens plaats in combinatie met een interview na afloop. Het eerste optreden was van Tom Barman met de band Taxi Wars.